# 行け!稲中卓球部
『行け!稲中卓球部』（いけ!いなちゅうたっきゅうぶ）は、古谷実による日本のギャグ漫画。

## 概要
『週刊ヤングマガジン』（講談社）において、1993年から1996年まで連載された。1996年、第20回講談社漫画賞一般部門受賞作品。2010年9月時点で累計発行部数は2500万部を記録している。
その多彩な人物、意表を突くギャグや思春期真っ只中の少年・少女の青春を描いた物語。作中の卓球用語やルールなど、作者の古谷が中学時代に卓球部に在籍していた経験が活かされている。
連載初期は前野がその特異性を前面に押し出して、ストーリーを形成していたが、連載が進むにつれ、突出したキャラクターが物語を引っ張っていく展開から、様々な人物が個性を発揮する展開へと変わり、普遍的な青春群像劇となって行く。多くのサブキャラクターが、回を増すごとに存在感を増加させて、主要キャラクターへと昇格していった。岩下京子と神谷ちよこの2人のヒロインもそうであり、両者とも最初はゲスト的な存在だったが、やがては部のマネージャーとなる。

## あらすじ
稲豊市（いなほうし）の、稲豊市立稲豊中学校が舞台。稲中の男子卓球部には6人の部員がいる。部員数は少ないが、卓球の大会で優勝したこともあり、その存在感は大きい。下品な行為で皆から変態だと非難されている主人公・前野。その前野と行動を共にする盟友で矢吹丈に心酔している、井沢。口数が少なく、とんでもない卑劣漢・田中。一見まともに見えるハーフの田辺も、実態はワキガの激しい「毒ガス王子」。一癖も二癖もある彼らに、部長・竹田、副部長・木之下、顧問の教諭・柴崎は毎日振り回されていた。
そんな彼等の周辺には、いつも破天荒な事件が巻き起こる。女子卓球部顧問・立川が、部員が増加して練習場所が足りないことを理由に男卓の部室を侵略すれば、それに激しく抗戦する。夏休みの間に、学校の鶏小屋にホームレスが住み着けば、井沢がそれを飼い慣らす。やがて、マネージャーの岩下と神谷が加わり、ますます卓球部は賑やかになっていく。

## 登場人物
声優はアニメ / パチンコ / ムービーコミックの順。

### 男子卓球部
前野（まえの）
声 - 岡野浩介 / 千葉繁 / 福山潤
問題児クラス・2年5組の中でもワーストクラスの一人で14歳の生徒。下品でくだらない行為を繰り返し、卓球部員だがろくに卓球の練習もしない。限りなく自己中心的で頭も悪く、性的欲求が凄まじいため「変態」呼ばわりされている。作中数々の騒動で中心的役割を果たす。下らないこと、下品なこと、さらには自分の要求や利益に執着する情熱、意志は凄まじい物がある(しばしば見せる狂気染みた言動は井沢らに「味方でよかった」、竹田にも「田辺も怖いがこいつも怖い」と思わせる程)が、寂しがり屋な一面もある。また、あまりにも不幸な兄妹と卓球で対戦した際にはわざと負けようとするなど心優しい一面もある。お下劣極まりない性格から女子からもあまりモテないが、時には妙な強さを発揮したり（井沢・田中を倒した木之下相手に余裕で圧勝するなど）、その個性の強さから一部の女子から想いを寄せられることもある。また、155話では将来的には結婚すると言う示唆がされている。性格上大概はボケ役だが、話が進むにつれて前野以上に特徴的な人物が増えてからは突っ込みに回ることも多くなった。家族の中では末っ子。
井沢と共に「ラブコメ死ね死ね団」を結成し、カップルを邪魔し続けている。彼曰く「泣く子も黙る地獄のチーム」（「襲ったカップルに恐怖と憎しみを残す、悪魔と女将のかくし子」とも自称している）。また、井沢によると「女なんかクソ食らえ会」という「死ね死ね団」の前身と見られるチームを結成していたらしく彼が会長で井沢が副会長をつとめていたとのこと。だが、中盤以降神谷の流した噂により「死ね死ね団」に襲われたカップルは幸せになるというジンクスが広まり、最終的にはなりを潜める。その際は遊園地などにおいてある、硬貨を入れると動く動物型の乗り物（パンダカー）「パンダ1号」（BGM：通りゃんせ）に乗って活動することが多い（駅ビルの屋上から持って来た）。なお、本作品に影響を受けた台湾や香港の若者は実際に「死ね死ね団」（去死去死團）（KUSO文化の一環と考えられている）を結成してバレンタインデーなどに活動している。他にも「サタン」「大佐」と名乗って街の子供たちからレアカードやゲームソフトを巻き上げたり、パシリにしてこき使う等の行為もしていたが、大抵はバレてお仕置きされている。
必殺技は「はみちんサーブ」（短パンからチンコをわざとのぞかせ相手の隙を狙う技。立川との諍いにおける女子卓球部との最後の対戦でも使用し、女子部員は硬直。立川はおろか前野以外の男子部員全員から一斉に退場を宣告され、部室を奪われる大失態を演じた）を初めとする馬鹿らしいサーブの数々だったが、めったに卓球をしないのでやった回数は少ない。また、インチキラケットを2万円で入手した際には竹田に完勝した事がある。卓球よりは野球の方が好きらしく、野球部にトレードされた際にはかなりやる気を出していたり、野球選手のカードを集めていたりするほか、例えとして使ったりする。なお、彼を含む名字だけのキャラクターは主要人物・脇役を問わず名前は特に設定されていない。
井沢 ひろみ（いざわ ひろみ）
声 - 山崎たくみ / 中尾隆聖 / 吉野裕行
前野の親友の部員。前野とほぼ同レベルで、2年5組中ワーストクラスの一人。『あしたのジョー』の主人公・矢吹丈に心底憧れて、髪型を真似ている（ロングヘアを正面に向かって伸ばして固めてあり、読切版ではこの髪型にするために毎朝四時に起きている。髪を一回セットするのにハードスプレーを二本使う）。ニキビがある。行動を起こすときは大体前野と一緒のことが多い問題児だが、それ以外の場面では常識的な振る舞いを見せることも多く、神谷と一緒にいるときは優しい一面もある。木之下とは小学校が同じ。
女の子とはまるで縁がなかったが、神谷ちよこと出会い、何かにつけて指導するようになってから、なりゆきで付き合うようになった（キスまではした模様）。また、神谷のピンチに駆けつけるほど男気もある。卓球の実力は、（経験者だったとはいえ）幼稚園児を相手に試合をしても負けるほど弱いが、一度だけ神谷ちよこと組んだダブルスで恐るべき集中力を発揮し木之下・北条ペアを下したことがある。
竹田（たけだ）
声 - 高山勉 / 川野剛稔 / 住吉屋力
卓球部部長。卓球の実力はかなりのもの（後に稲豊市選抜メンバーの8人に選ばれるほど）で、性格も体格も前述の2人（前野、井沢）と田中に比べてはるかに成熟していて、同部員の木之下ゆうすけと共にまともなキャラクターとして扱われている。そして、その3人と岩下京子との関係にいつも悩まされている。非常にまじめで責任感のある性格ではあるのだが優柔不断なところがあるのが欠点で、はしゃぎ屋な一面も。また、田中の誘惑に乗り気絶した岩下にいやらしいことをしようとしたり、寒い日に全員で半そで短パンでランニングをすると決めたときも、悩ましい顔でお願いされると岩下だけは許したり、岩下に関することでは簡単に心を曲げてしまうことがある。
チンコは大人顔負けの大きさかつ完全に剥けている状態（神谷いわく「ビデオの人よりすごい」）であることが判明してから、ことあるごとにネタにされた。自覚はないが強靭かつ頑健な肉体の持ち主で、体力テストで高得点を叩き出し、寒い日に外で半そで短パンで走っても風邪をひかず、前野の起こした騒動が原因で男子卓球部が消滅してしまったときは他の運動部から入部の誘いが来るほど。木之下ほどではないが、モテる方である。
前野たちほど変態的ではないが、思春期の年頃らしい異性への性的な興味はある（一応その点に関しては木之下や田辺、岩下、神谷も同様）。卓球部唯一のペンホルダー。
K-1MAXファイターの武田幸三がモデルとなっている（武田幸三談）。
木之下 ゆうすけ（きのした ゆうすけ）
声 - 加瀬田進 / 子安武人 / 櫻井孝宏
井沢のクラスメイトで井沢とは小学校からの同級生。卓球部副部長。竹田の親友で、稲中卓球部の中では彼に次いで卓球がうまい。かなりの美少年で校内はおろか、他校の生徒や女子高生を含め多くの女友達がいるが、本命は少ない（成長不全気味のチンコを見られたくないため、セックスの誘いはすべて断っている）。少々性格が軽いところがあるものの、大変友人思いで、相手を立てる発言や態度を欠かさない模範的な性格であるが、一度女装した姿で部室に現れ（もとが美少年だけに女装した姿もまたかなりの美少女）、田中の心を射止めてしまうなど、まれに悪ふざけが過ぎることもある（なお、この出来事が原因で彼は前野たち3人に同性愛的感情を抱かれる）。
陰毛が生えていないことにコンプレックスを抱いていたが、後に田中より先に（一本だけ）生えたため、嫉妬に駆られた田中に襲撃される。竹田同様体力にも優れており、体力テストでは竹田と共に高得点を叩き出し、卓球部が消滅してしまったときは他の運動部から入部の誘いが来たこともあった。髪型が徹底しておらず、ある程度長髪になるとツーブロックに戻し、茶髪に染めたりしている。
余談だが、「女性にモテたという設定が元で一番扱いが難しかった」と作者が最終巻でコメントしている。
田中（たなか）
声 - 高戸靖広 / 茶風林 / 檜山修之
前野のクラスメイト。前野・井沢とともに2年5組中ワーストクラスの一人で、稲中卓球部の騒動の元となっている部員。普段は無口で多くを語らず、口を開いたかと思えば要所要所で強烈な個性を発揮し、周囲が仰天するほどの毒を吐くことも。小柄で坊主頭のため、見た目は可愛らしいが、その実態は超がつくほどのムッツリスケベ。かと思いきや、田辺と一緒にいるときは大人な一面も見せる。性に関する知識が豊富で、それもかなり卑猥である。多趣味であるが、美少女の抜け毛をコレクションしたり、自分のおならを一年間かけて袋にためるなど、田中の趣味はどれもマニアックかつお下劣である。ビニール袋に溜めた一年分のオナラは相当の破壊力があり、一袋で部室にいる部員を気絶させるほど。
気付かれずに女性のパンツを脱がせることに関しては驚異的な技術の持ち主で、前野たちからは「パンツ職人」と呼ばれている（アニメで、実家が代々パンツ職人だった設定が追加された）。卓球の実力は、竹田にかろうじて認めてもらっている程度で、普段は田辺とダブルスを組んでいる。一人称は基本的には「僕」だが、たまに「オレ」になる場合も。小柄ゆえに部室を奪った立川への対抗策実行に選ばれたものの、大酒を食らってハイテンションとなった橘洋子とその友人たちに襲われ、その後は一時的に精神錯乱に陥った（井沢いわく「ホセ〈あしたのジョーに登場する、ホセ・メンドーサのこと〉みたいになっちまった」）。
田辺・ミッチェル・五郎（たなべ・ミッチェル・ごろう）
声 - 天田真人 / 乃村健次 / 羽多野渉
2年2組の生徒。アメリカ人の父と日本人の母のハーフの部員。一人称は「僕」で、卓球部員のことは君付けで呼ぶ。体格が良く筋骨隆々としている。体毛がかなり濃くかなりの出べそである。普段は温和で優しい性格だが、怒りに任せて我を失う面があり、まるで超人ハルクのように凶暴化し、恨みを持った人間には必ず復讐を果たす。
体臭（特にワキガ）がすさまじく、殺傷力さえあるため、彼の周囲の人間はみな常に鼻栓をしている（このことから周囲には陰で「毒ガス王子」と呼ばれる。読切版ではこの体臭が原因で彼のクラスの成績をガタ落ちさせており、そのためPTAからのクレームも半端ではなく、職員の間ではヒトラーと呼ばれている）。また、連載での立川との部室争奪戦には、これを部員たちが逆手に取って勝利をもぎ取っている（結局、その後で前野がはみちんサーブをやらかし、負けてしまった）。ただし本人に自覚はなく、また傷つきやすい性格のため、周りもそのことは黙っている。だが話が進むごとに周りの田辺に対する体臭の気遣いが薄くなっており、自分の体臭を指摘され自覚しているが、現実逃避している描写がある。またその分、場の雰囲気を読めないところもあり、寒いギャグで周囲を凍らせることがしばしばある。
プールの消毒液に漬かると塩素を介した化学反応を起こすのか臭いが消えるが（部員たちには田辺2と呼ばれる）、ごく短時間しか効かない上、風呂に入るとそれらが洗い流されてしまうため、すぐ効果が切れる。女装癖があり、女装姿で田中とペアを組んで「アチ・アチ愛のダブルス卓球大会」に参加したことがあるが、1回目は試合の途中でばれて反則負けとなり、2回目はくじ引きの段階でばれて出場できなかった。田中とは大親友でよくダブルスを組む。部内での卓球の実力は技術では竹田・木之下にはてんで及ばないものの、基本はできている。基本的にそれほどハンサムではないが（前野、井沢、田中と合コンに行った際には相手の女子高生から「顔はブ男だけどハーフだから」という理由でモテていた）、前髪をたらすと（普段は真ん中分けで前髪を上に上げている）わりとハンサムになり女の子受けが急に良くなった。竹田には敵わないものの巨根。
岩下 京子（いわした きょうこ）
声 - 上原さくら / 浅川悠 / 喜多村英梨
柴崎が担任を務める2年4組の生徒。卓球部のマネージャー。校内や先生の前でも喫煙したりするなど素行不良だったため、顧問教師からマネージャーになることを薦められる（実際は柴崎に対しての前野たちの依頼もあって薦めた。なお、アニメでは柴崎の夢に前野たちが現れ、脅されたのが理由となっている）。非常にケンカが強く竹田でさえ一瞬で失神KOするほどである。竹田とは幼馴染でよく「ハゲ」呼ばわりをするものの、後に交際を始める。神谷ほどではないがかなりスタイルがよく大人びた容貌の美女だが、性格は乱暴で勝気な女王様タイプ（前野曰く「打撃〈見た目〉はいいけど守備〈性格〉がダメ」）。
しかし純情な面もあり、根は竹田のことが大好きで竹田と二人きりになると強気な性格ではなく女の子らしく甘えることも（典型的なツンデレであり、ある出来事で竹田への本心をぶちまけている）。運動神経がよく卓球の実力は前野や井沢よりも上。男装して公式戦に出場したことも（そのときに名乗った偽名は町田ひろし〈まちだ ひろし〉）。素行に反して勉強は得意で（少なくとも竹田より成績はいい模様）、家庭教師のアルバイトをしたことも。割ともてるためか隠れファンが多数いるのだが、ラブレターをもらっても全部読まずに捨てている。バストサイズは86cm（推定）。
神谷 ちよこ（かみや ちよこ）
声 - 黒崎奈那美 / 本多陽子 / 森谷里美
当初は木之下のファンだったが、木之下宛てのバレンタインデーのチョコレートを回収していた井沢の目に留まり、地味であか抜けなかったが、美少女へと変貌する（登場当初は眼鏡をしていたが、元の顔立ちは非常に良く、眼鏡を外し、髪をアップにしたことでモテるようになった）。それをきっかけに、正式なマネージャーではないものの、卓球部に出入りするようになる（彼女自身はすでに他の部活に所属していたため）。井沢を「教官」と呼び慕ううちに、井沢に好意を抱くようになりいつしか2人は交際を始める（彼女から告白する）が前野に妨害されることがしばしば。そのため、前野のことを悪魔と言っている。
巨乳で（当初は89cmだったが後に89.9cmになった）、岩下とは反対に性格も良く、井沢に師事してからは明るくなった。また、怒ると恐い上に過激な発言を飛ばすこともある。保健委員会に所属している。交際を始めて以降、井沢との関係は良好だが、前野と井沢が同性愛関係であると噂が流れた元凶を作ったりなど、突拍子もない行動をしてしまうことも。
また、井沢にはジョーヘアーをやめてもらいたいと思っているものの、結局本人に言えないままだった。

### 主な教諭
柴崎（しばざき）
声 - 長島雄一（現・チョー）
卓球部顧問の体育教諭で、博多出身。アニメでの年齢は58歳。他の教師のパシリをさせられている（ただし中盤以降では無くなっており、普通に教師陣と話すことも増えている）。教師からは「おまかせ柴ちゃん」とよばれている。部員からはうだつの上がらない中年とみなされ、教員であるにもかかわらずひどい暴力行為を受ける。その上前野たち3人からは「柴崎」と呼び捨てにされるか、「ゲーハー」呼ばわりされるかのどちらかでしか呼ばれない（竹田や木之下も最初は柴崎先生と呼んでおり敬語で話していたが、後期から柴崎と呼ぶようになりタメ口で話すようになった）など、絶望的なまでに求心力に乏しい指導者である。馬鹿にされた挙句、小さい頃いじめを受けていたことを思い出して幼児退行し（アニメでは幼児退行していない）、一時的に顧問が鬼頭に代わったことも。作中では、セリフでのみ共働きの妻の存在が確認できる（アニメでは子供の存在がセリフ内でのみ語られた）。
浜（はま）
稲豊中学校理科教諭。つるりとした大きな顔が特徴的。生徒や教員からは無視されているが、前野・井沢・田中からだけは尊敬されており、基本的に教師陣に対しては呼び捨てかつタメ口の前野ら三人から浜先生と呼ばれ敬語を使われている。極端なたとえ話を好み、PTAなどからも厳重に注意されている。その極端なたとえ話が騒動の発端になる。モデルはピーウィー・ハーマン。
立川 盛夫（たちかわ もりお）
声 - 中村秀利
稲豊中学校教諭で女子卓球部顧問。年齢は38歳。アニメでの血液型はA型。部員の半分以上がサボっており、実績も残せない男子卓球部を目の仇にしており、男子卓球部の部室を虎視眈々と狙っている。だが、自分に盾突いた男子卓球部に陰湿な報復をするほど執念深い上に粘着質な性格なため、実は女子卓球部でも、部長である相馬を始めとする大半からかなり嫌われている。さらに所帯持ちであるにもかかわらず女子ソフトボール部顧問の橘に惚れており、そこに付け込んだ前野たちからの報復を受けることになってしまう。その後も男子卓球部の部室を狙い続けるが、部員1人につき月3000円を払わせて部費に組み込むという横暴な行為を執行したのが原因で部員数がある程度減ってしまい、表向きは部室を狙う目的はなくなった（ただし、この後に男子卓球部の部室から道具が全て盗まれた際、木之下が立川にそれを知られるのを警戒していたので、まだ部室を狙い続けている可能性はある）。物語前半では比較的登場したが、中盤からは出番が減った（上記の件でも木之下から「超久々に出てきた」と言われた）。
橘 洋子（たちばな ようこ）
声 - 永島由子
稲豊中学校の女性教諭で女子ソフトボール部顧問。年齢は26歳。立川に惚れられているが、本人は気づいていない。美人で明るい性格だが、酒乱の気があるためか酒に酔うと超体育会系のノリになり、性的にも非常にオープンになり、本編では田中が犠牲者となる。その時の一部始終を映したビデオテープは立川との取引の際、事前に前野がダビングして編集した別のテープ（実は立川への報復の総仕上げとして作ったもの）にすり替えられ、立川は悲惨な目に遭うことになった。
鬼頭（きとう）
声 - 小林優子
稲豊中学校の女性教諭。女子水泳部顧問。容姿端麗だが大胆不敵な性格で、前野たちを恐れない。前野たちの将来と柴崎の指導力とを最も不安視している人物である。前野たちへの特別講習には毎回と言ってよいほど参加し、直接講義を行っている。得意技は真空飛びヒザ蹴り（これをやられるのは特に前野。井沢も水中で食らい、田中はプールの中で用を足したことで上がったところを待ち伏せされてやられた）と口から火を吹くこと（この技を行った後前野いわく「油で口の中が気持ち悪い」ため素早い動作で歯を磨く。井沢いわく「面倒な技」）と変装術。よく鼻水を垂らす。舞台のモデルになっている大谷口中学校には、実際に同名の先生がいた。
校長
声 - 茶風林
稲豊中学校の校長。温厚な性格で、サングラスをかけている。まわりの教師たちからのクレーム（特に部員たちの生活態度について）が多い男子卓球部を問題視し、柴崎に何とかするよう指示する（ただし、温厚な性格であるためか立川とは違い男子卓球部を目の仇にしておらず、この指示はあくまでも男子卓球部を愛するがゆえの注意である。本人いわく「個人的には卓球部を好き」）。病院で麻酔をしていたにもかかわらず勃起していたので、看護婦たちから「不死鳥」と言われていた。ある時、定年を迎え退職。男子卓球部の面々に抱かれるも、前野に膝蹴りを入れられ、肋骨にヒビを入れられつつ稲豊中学校を後にした。
花代（はなだい）
声 - 嶋村薫（現・嶋村カオル）
稲豊中学校の女性教諭の中では一番美人の国語教諭。優しい性格で、柴崎に惚れられている。その一方ハワイアンが好きで、真面目だが怒ると怖いために前野たち3人にとっては天敵同然。男子卓球部の学校での夏合宿を提案したのも、実は彼女である。原作では髪の色は黒だが、アニメでは茶色。
末松 カオル（すえまつ かおる）
声 - 茶風林
稲豊中学校の新人体育教諭。産休中の前野たちの担任・石坂に代わり、前野と田中の所属する問題児クラス・2年5組の担任になった男性教諭。でかい顔にデカ乳輪と持ち前の熱血指導で不良・登校拒否児を次々と更生させていった。前野やその周辺に煙たがられるもシリーズ後半では逆に仲良くなっている。

### 主な生徒
相馬 紀子（そうま のりこ）
声 - 野上ゆかな（現・ゆかな）
稲豊中学校3年生女子で女子卓球部部長。神谷と同じ髪型をしており、関東個人戦ランク3位の強者。男子卓球部の数少ない理解者で、前野・井沢の数少ない女友達。立川のことを良く思っていない。貧乳。
北条 理恵（ほうじょう りえ）
声 - 嶋村薫
稲豊中学校3年生女子で3年1組の生徒。稲豊中学校でも屈指の美少女であり、井沢や木之下が恋焦がれ、「北条先輩」と呼んでいる。そのために神谷がいら立つことが多く、騒動の元に。男子ラグビー部の部員、沢田と付き合っていたが別れ、その後髪形を変えた（神谷によると、『デビュー当時の森昌子』）。アニメでは女子陸上部部員で、父親と母親の存在が確認できる。また、バストサイズは83cm（推定）で、身体検査にて医師の太田に変装した前野に聴診器で乳首をつつかれている（前野曰わく「チクビが立ったっ!!」。この時すでに井沢がフラれ彼女が沢田と付き合っていた時期であったため、この光景を見た井沢は心の中で「うう…ありがとう前野!!」と前野に感謝しつつ、泣き叫んでいた）。

若林 貴子（わかばやし たかこ）
稲豊中学校3年生女子で、北条のクラスメイト。頭脳明晰で学校中から尊敬のまなざしを浴びている優等生なのだが、どうしたことか前野に惚れ込むという珍妙な性格の持ち主。コンピュータで複雑な計算をしながら前野との恋を成就させようと奮闘するも、「あんた誰？」と前野にその存在すら気づいてもらえない。後に、ニュージーランド旅行のペアチケットを手に入れるために前野と「第2回アチ・アチ愛のダブルス卓球大会」に出場し、決勝戦まで勝ち進むも惜しくも敗退する。大会後、前野は優勝した竹田たちからチケットを強奪し、ニュージーランドに行ったが、彼女は一人日本に置いていかれた。
秀ちゃん（ひでちゃん）
声 - 森利也
前野のクラスメイト。2年5組の変態や不良により構成された前野・田中を含む四人の権力者生徒「ダメ人間共同体」の一人だったが、末松に影響されて最初に更生。当初の髪型はリーゼントだったが、更生後に変えた。かわいい彼女（アニメ未登場）がおり、前野の怒りを買った。卓球部以外で前野が最もよく共に遊ぶ人物。よく将棋をしたり（毎回引き分けだが、前野の将棋盤倒しによるもの）、酒の飲み比べ（実際はにおいを嗅ぐだけ）をしたりもする。さらには裏ビデオを前野に貸したこともある。
耕次郎（こうじろう）
声 - 巻島直樹
前野のクラスメイトで、通称・「耕ちゃん（こうちゃん）」。「ダメ人間共同体」の一人だったが、末松により更生。彼の髪型も当初はリーゼントだったが更生後に変えた。太めの体型で腕力は強く、いじめや暴力によって前野たち含めた共同体員のクラスでの幅を利かせていた。更生後は末松を悪く言う前野に対して「俺のことは何と言ってもいいが末松先生の悪口だけは許さない」とボコボコにした。初登場話以外は出番が多めのモブ扱い。本名はアニメ版から。

北里（きたさと）
声 - 長島雄一
前野のクラスメイトで、科学部に所属しており、理科に強い。太めで、眼鏡をかけている（いわゆるオタク的な外見）。伝書鳩を飼っている。パンダ1号が好きで、前野・井沢のために媚薬「やりたがり200」を発明（三ヶ月と十日かかって完成した）。そのお礼としてパンダ1号の鍵を手に入れた。アニメ版のみ、パンダ1号が事故を起こした場面があった。
キクちゃん
神谷のクラスメイトで、前野のことが好きな不細工な女子生徒。神谷の助けで前野と付き合うことになり、不細工同士のデートを行う。笑い方も不細工で「ぐふふ」とあやしい笑い方をする。前野を好きになった理由は、同じ不細工なら自分を理解してくれると思ったから。とても心が優しい。ボウリングが得意。後半から前野と上手くいっていたが、いきなり大きな口を開き、前野はチョキの構えでキクちゃんの目をぶっ刺した。前野本人はキクちゃんに食われると思ったと弁明した（大きな口を開けていた理由は、前野の頭に蜂がいたから）。最終的に前野はキクちゃんのことを「ブゥース!」と呼び逃げるように立ち去り、二度と言葉をかわすことはなかった。
田原 年彦（たはら としひこ）
声 - 菊池正美
稲豊中学校1年生男子。かなりのブ男で、男子卓球部に入部しようとするが辞めた。ブ男という自覚がない。田辺雪という彼女がいる（アニメでは体を求め合っている）。むかつく発言が多い。その後、「変な顔対決」が行われた際には助っ人として登場。

須田（すだ）
声 - 丹羽紫保里
女子ソフトボール部部員で、予算委員会に入っている。そのため、部費絡みの事件でたびたび疑われる。
金子（かねこ）
稲豊中学校3年生女子。かなりの巨乳で、顔は描写されない（正確には、口紅を塗ったとおぼしき口元とパーマをかけた長い髪のみである）。
星野 純子（ほしの じゅんこ）
声 - 岩居由希子
稲豊中学校1年生女子で、1年5組の生徒。父親は新しく入って来た校長でカツラを付けており、それがばれるたびに学校を変えてきた。父のカツラを取ったため男子卓球部を廃部にさせられた前野たちと出会い、当初は自分の手下になるよう迫るも本当は友達になりたいだけだったので、交流を深め仲良くなる。しかし、父が彼女の説得で考えを変えて男子卓球部の部室を部員たちに返し、最終的には転校のために父と共に岡山県へ行った（その際、前野たち宛ての手紙を書いて柴崎に届けた）。
沼田（ぬまた）
稲豊中学校3年生男子。神谷が1年の頃から彼女にラブレターを渡し続けていた（このことから、神谷が実はかわいいということを井沢とは別の観点から見抜いていた可能性がある）、額にホクロの付いた天然パーマの生徒。特技は幽体離脱（本人曰く寝ると八割方なってしまうらしい）で、彼と話した者も幽体離脱したり、幽霊を見たり金縛りに遭ったりしているため、友達があまりいない。彼と話した後偶然幽体離脱した井沢の体を幽体離脱状態で奪い、神谷に接触する。しかし、神谷に自分のことを危ない人扱いされたため神谷の胸を揉むが、沼田の体を借りて駆け付けた井沢に押さえつけられ、体を奪い返された。あげく、井沢が乗り移った状態の時に背中に落書きをされた上に肛門を瞬間接着剤アロンアルファで固められていたため、手術室で治療を受ける羽目となる。
南田（みなみだ）
声 - 高戸靖広
井沢のクラスメイトで、暗い性格。明るい性格になろうと男子卓球部に入部を決意する。ちょうどその直後に阿部を使った立川の作戦により前野が退部し、部員数が公式戦規定選手数未満になってしまい危うく廃部の危機であったが、南田が入部したために部員数が規定人数に達し、男子卓球部の危機を救うこととなった。しかし、結局入部して二日で退部した。

### 主要登場人物の血縁者
前野の父
前野に顔も性格も似ている。息子に夢を与えるべく馬鹿なこと（例えば前野が父である彼に虹の原理について聞くと、「虹ってのはね太陽と（髪が薄い）オヤジがおりなすハーモニーなんだ」と答えていた）を言い聞かせた。
マコト
横浜に住んでいる前野の叔父で、顔が似ている。髪の毛が薄いことを前野の父にネタにされたり（前野の父曰わく「（虹の）『赤』出したことあんだぞ」また名前は同シーンで判明した）、井沢のくだらない話に前野の父と共に付き合ったことも。
井沢の父
回想シーンに少し出てくるだけで、顔は描写されない。
井沢 ひろ子（いざわ ひろこ）
井沢の妹。兄の井沢とはまるで双子のように顔が似ている。前野を愛している。陰毛がチョロっと生えていることを何の恥じらいもなく公言している。前野が心そそられる物事をよく把握しており、前野とのリアクションのタイミングも息ピッタリである。にもかかわらず、“顔が井沢”という理由で前野からは冷たく突き放される。
血のつながった愛の戦士連邦軍（ちのつながったあいのせんしれんぽうぐん）
井沢とその親戚の少女たちによって構成される。砂場で遊んでいる所に前野と彼を大佐と呼ぶ仲の良い子供たちが現れ、砂場を横取りしようとしたので、井沢に率いられて砂場を巡って対決した。井沢以外のメンバーは顔が井沢に似ている清美（きよみ）とかわいい顔をしているミキ、顔が井沢に似ている名称不明の少女の3人。
田中の父
声 - 高戸靖広
アニメオリジナルキャラ。田中にそっくりな外見の父。彼も一流のパンツ職人で、寝ている木之下の姉（実際は木之下が身代わりになっていたが）のパンツを脱がすのに苦戦する田中の前に幻影として現れ、「フォースの力を信じるのだ」と助言を与えた。
田中の弟
外見は兄似。兄には劣るがこちらも一流のパンツ職人で、岩下のパンティを寝返りにビクつきながらも脱がしたことがある。
竹田 香織（たけだ かおり）
竹田の妹。美少女で、なぜか前野に興味を持ち出す。なお、名前は出ていないがすでに妹の存在は兄である竹田の口によって語られていた。
木之下の母
声 - 嶋村薫
眼鏡をかけている。
木之下 紀子（きのした のりこ）
声 - 丹羽紫保里
木之下の姉で、かなりの美少女。そのため、木之下の家に泊まりに来た前野たちにパンツを脱がされそうになる。名前はアニメより。
なお、バストサイズは80cm（推定）。
岩下の母
眼鏡をかけており、美人。前野と井沢に口説かれそうになる。
岩下の父
少ししか出てこず、顔は描写されない。
岩下の姉
かなりの美女。彼女が岩下の財布を間違って持って行ったのに対して岩下も彼女の財布を持って行き、竹田とのデートの際たまたまコンドームが入っていたため騒動になる。
神谷の父
眼鏡をかけている。クリスマスに井沢が神谷家のホームパーティーに招待された際プレゼントを買い忘れ、帰るに帰れなくなっていたところでたまたま暇を持て余していたうえにもぐらの扮装をした前野と出会い、彼をプレゼントの代わりに持って行く。
神谷の母
神谷の父が遅く帰って来た理由を質問した。

### 街の人々
サンチェ
声 - 高戸靖広
ホームレス。稲豊中学校校長が大事にしていた鶏の「サンチェ」（世話を担当していた井沢が、世話を忘れて死なせた）の死肉を食って過ごしていたところを井沢に発見された。間抜けな性格で頭は弱い。井沢が責任を取る形で育て仲良くなるが、ある時突然失踪。その後、キヨ子という中年女性の下でヤスシと名付けられて表向きでは犬扱いで過ごし、結局は結婚に至り太郎という息子ができた。アニメでは、時折流れる映像のみに登場している。作者の次回作『僕といっしょ』にも登場している（その際、主人公のすぐ夫から金を盗っている）。
キヨ子（キヨこ）
不細工な中年女性で、サンチェを拾った。傲慢な性格で意地が悪い。サンチェの悲痛な訴えにより、掃除などで彼をこき使っていることや、性的な奉仕を強要していることなどが発覚したが結局は結婚した。
太郎（たろう）
サンチェとキヨ子の息子で、とても濃い顔をしている。キヨ子が井沢に対しサンチェとの子であるということを認めず、ラケットであるとして振り回され、卓球台の角に額をぶつけて出血した。
岸本 ありさ（きしもと ありさ）
声 - 水原リン
中年女性を中心とした卓球チーム「すずらん通りビューティーママーズ」の選手。自称卓球界のカール・ゴッチ。卓球の国際試合で審判を務めることもある。卓球歴60年という古強者で、元日本代表だったためか非常に高い卓球の実力を持つ。しかし、試合において実力では勝負せず、歳で垂れ下がった乳房を使ったネタ（鼻の穴に突っ込む、電話の受話器にするなど）を披露し、相手を笑わせて集中力を乱すことで勝利を得る戦法を取る（同じすずらん通りビューティーママーズのメンバーからは呆れられている）。また、この乳房は自由自在に動かすことができ、お盆を持ったり、ぬかみそをもんだり通常手で行う動作もほとんど可能である。後に前野から卓球の指導を依頼されるようになるが、前野の身代りにもなって、公式戦にも何度か出場させられている。その際に岸毛中学校の渋谷に完封勝ちを収めたため、前野が合同チームの選抜メンバーに選ばれてしまう事態にまでなった。前野とは一度、男女の関係でBまでいった。
上原（うえはら）
声 - 松尾銀三
柴崎の友人で、旅館「上原館（うえはらかん）」を経営している。サルに似た顔をしており、前野たちにはよくネタにされる。前野らが騒動を起こすこともあり、男子卓球部をあまり気に入っていない模様。
渋谷 純一（しぶや じゅんいち）
声 - 高木渉
岸毛中学校（きしげちゅうがっこう）男子卓球部部長。元全国個人戦ランク3位。毎年地区大会で優勝候補に上がる岸毛中の卓球部では、ナンバーワンの実力を誇る。連載初期における昨年度の大会で竹田に負け、勝ちたいと思っている。この他にも大谷などの部員がいるが、渋谷より大して強くはない。ある地区大会で前野に扮した岸本に負け、（本人はいまだ気付いていない）トラウマになっている。あまりかわいくない彼女（アニメ未登場）がいる。
星野（ほしの）
声 - 長島雄一
岸毛中学校教諭で男子卓球部顧問でサングラスをかけている。人前では表に出さないがとても厳しい性格で、練習はスパルタ式。しかし、読み切り版にて竹田のはみちんサーブに敗れた渋谷を泣きながら慰める一面を見せたことも。稲豊中に新校長として来ていた星野とその娘・純子とは、無関係。

本上（ほんじょう）
大青中学校男子卓球部部員。完璧カットマンの別称を持つ。地区大会では竹田を破った経歴を持つ。少々照れ屋な一面も。

松沢（まつざわ）
声 - なし / 置鮎龍太郎
某有名進学校の生徒で、かなりの美形。毎日が退屈すぎて、非常に冷めた性格をしているが、本当はそんな自分を変えたいと思っている。あるとき前野たちとの出会いで末松を紹介され、その甲斐あって熱く煮えたぎり、前野とは親友関係になる。「カンチョーワールドカップ」に出場し決勝で前野たちのチームに接戦の末敗れる。その後、「アチ・アチ愛のダブルス卓球大会」に出るために前野に頼られるが、若林の妨害に遭い実現はしなかった。友達は少ないので前野たちを【貴重な友達】と称している。そのルックスとクールな性格から、岩下に少し惚れられていた。

阿部 リカ（あべ リカ）
声 - 嶋村薫
稲豊南高校の女子生徒。立川が街で彼女が偶然万引きをしているところを発見し、利用した。前野が好きであるふりをし、前野に自分とできるだけ長く付き合えるよう男子卓球部を退部して欲しいと頼んだが、前野が退部した時にはすでに新入部員がいたため、立川の目論みは失敗に終わる。その後、前野が彼女に自分のことを忘れるように言ったため去って行った。アニメではかつて立川の教え子だった人物にして元演劇部所属で、前野を騙せたのもその演技力の賜物である。

真由美（まゆみ）
女子高生で、美人。木之下の誘いで友人3人（美人の女子高生2人と不細工な女子高生1人）を連れて前野・井沢・田中・田辺と合コンをすることになる。前野たちに前髪を下ろされた田辺に友人共々惚れ、カラオケで盛り上がった後田辺と田中を連れ出し、彼女の親が大家を務めるアパートに行って田中と友人を追い出す。自身は田辺を強引に風呂に入れて一緒に入浴するも、田辺が事前に浸かっていた塩素水の効果が切れてしまい、体臭を至近距離で吸って気絶。駆け付けた前野たちに狙われる。

ちあき
声 - 丹保由里
とても不幸な女性。一年前に家が放火され、両親はその際呼んだ消防車に撥ねられて即死し、祖父は踏切の中で快速電車に撥ねられて死亡し、その後は兄と2人で暮らしている。兄と共に体に絵の具を塗ってTシャツに見立てているほど貧乏。兄とペアを組み「愛のダブルス卓球大会」の優勝賞金を狙うが（負けたら自殺しようとまで思ったほどで、アニメでは前野に自殺を咎められた）、前野と相馬のペアに敗れる。最後は前野たちが竹田との賭けに勝ったことにより、賞金を手に入れて兄と共に去る。
バストサイズは82cm（推定）。
ちあきの兄
声 - ふじわら哲平
ちあきの兄で、とても不幸な男性。

草ムラ末っ子反逆軍（くさムラすえっこはんぎゃくぐん）
前野とその友人の小学生たちで構成されたチーム。公園の砂場を巡って井沢とその親戚たちと対決した。前野以外のメンバーは、耳が尖っており、前野によって当て馬に使われたハルオ・攻撃用の野グソを補給した西村（にしむら）・西村と共に井沢たちに寝返ったあきひこの3人。
竹内 かん太（たけうち かんた）
小学校3年生の8歳の少年で、耳が尖っている。岩下が家庭教師のアルバイトをした際に訪れた家の子供で、岩下の母の知り合いの息子。プチサターンと名乗っていた前野の影響によって性根が悪くなっており、将来は悪魔になろうと思っている。前野の教えを真に受けて、岩下を日本で最も悪魔に近い人物・デビル岩下と認識。親友や田中の弟と共に彼女を倒そうとするが失敗した。
テッシン
空手家。土手で空手の稽古をし、前野たちに現代の若者の軟弱さを説く。そんな若者を鍛え直すために月謝をとり修行をつけていると前野たちに言うが、実際は詐欺師であり前野から二万円を受け取った後車で走り去った。
鈴木 朝夫（すずき あさお）
子供に真実を教える会会長。詐欺師の空手家テッシンと出会った土手で出会ったため前野たちに詐欺を警戒される。
会田（あいだ）
岩下のバイト先の先輩。岩下に強引にキスをし、竹田を「キスもできねえプラトニック君」と馬鹿にするも結局振られる。
石成 達三（いしなり たつぞう）
石成グループ代表取締役。竹田をストーキングしている変態。竹田の局部の写真を撮ってくるよう金銭で前野たちに依頼する。
イトーじん
稲豊市カンチョー連盟会長。カンチョーワールドカップを主催する。

### その他教諭
井沢のクラスの担任
稲豊中学校の女性教諭で、井沢のクラスの担任。前野から力づくで井沢の夏休みの生活を暴き、井沢がサンチェ（鶏の方）をうっかり死なせたと納得し、サンチェ（ホームレスの方）のことも次の動物のことも全て井沢に責任を取るよう言った。その後、井沢がサンチェ（ホームレスの方）を育てていたため唖然とした。

日野（ひの）
稲豊中学校教諭で、女性教諭。年齢は26歳。女子バレーボール部顧問。野球部にトレードされた前野・井沢・田中の3人がさらに女子バレーボール部にトレードされ、マネージャーを務めたが、前野たちがバレーが少し上手だったため（実際は上手いのはブロックのみであり、試合ではクイックに対応できない等の脆さが露呈した）、前野たちを女装させて練習試合に出場させた。
星野（ほしの）校長
声 - 沢木郁也
前の校長が定年で稲豊中学校を去った後、新しく入った中年男性の校長。ダンディな顔をしているが、実はカツラを付けており（そのことがばれるたびに学校を変え、その土地に二度と足を踏み入れないようにしており、現時点では十五回変えている）、カツラを取ると横山ノック風。前野にカツラを外された上禿げた後頭部に顔の落書きをされてしまい、その恨みで男子卓球部を廃部にした。だが前野たちと仲良くなった娘の純子の説得により、男子卓球部を前野たちに返すよう柴崎に電話し、純子を連れて岡山に行った。
渡辺（わたなべ）
教育実習のために稲豊中学校にやって来た女性。柔道と合気道、空手が得意で、それぞれ師範代クラスの実力を持つ。かなり厳しい性格で、彼女によると「18歳で女をやめた」らしい。前野と卓球拳で対決して勝った際、はしゃぎ屋であることが判明した。

### その他の生徒
井上 さち子（いのうえ さちこ）
声 - 嶋村薫
前野のクラスメイトで、とても可愛い。前野のことを以前から好きで告白するが、裏切られたことに怒った井沢の陰湿な手により幻滅し去ってしまう。
高井戸（たかいど）
声 - 茂呂田かおる
井沢のクラスメイトで、美人。前野のことが好きな女子生徒のセッティングを井沢に頼んだ。だが肝心の前野は井沢が高井戸に告白されると早とちりしてしまい、井沢が井上を前野から離れさせた時の逆襲として、その時にやられた女装で駆けつけ、井沢を別れさせようとした。しかし、この逆襲は裏目に出たばかりか致命的な仇になってしまい、前野のことが好きな子にも変態と思われ、これ以後、前野は学校中の女子から嫌われてしまう羽目になる。
桜井（さくらい）
井沢のクラスメイト。美人で、井沢によると「夏休みの間に垢抜けた」とのこと。当番を頼まれた井沢に夏休み中にサンチェ（鶏の方）に餌をあげたか聞いた。
演劇部員たち
稲方中学校演劇部の部員たち。原作では女装した前野と井沢の姿を見て、どちらがかわいいかを競わされた。女装した木之下が本物の女に似ていたのを見て驚いた鈴木（すずき）（声 - 茶風林）・原作において女装した前野と井沢を見て待ったをかけた石井（いしい）（声 - 森利也）と佐々木（ささき）（声 - 巻島直樹）らによって構成される。なお、上記の3人はアニメでは名前を呼ばれない。

岡田（おかだ）
声 - 長島雄一（現・チョー）
前野のクラスメイトにして登校拒否者の一人。貧弱な外見の女子生徒で（だが、アニメでの担当声優は男性）、こちらも末松により更生。アニメでは末松にノイローゼを治してもらった。
沢田（さわだ）
声 - 高戸靖広
稲豊中学校男子ラグビー部部員。北条のことを前から好きだったが告白できずにいた。井沢が北条に告白できるように前野たちがチンピラに変装して北条を襲い、井沢が彼女を助けて告白をする作戦が行われた際、井沢より先に駆けつけて前野を撃退し、北条に告白をしてしばらく付き合う。しかし、いつの間にか別れていた。

田辺 雪（たなべ ゆき）
声 - 百々麻子
田原の彼女。かなりストレートな物言いが特徴。アニメでは田原にしか体を触れることを許しておらず、鍵付きの金属製ブラジャーを着用している。田辺・M・五郎とは無関係。
友野井（とものい）
神谷のクラスメイトの女子生徒。人の前世を見る能力を持つ。
藤田 智子（ふじた ともこ）
3年3組の女子生徒。病気で学校を欠席しており、前野の「弱ってる女を看病してぇ」のターゲットとして選ばれた。
谷（たに）
肥満体型の男子生徒。みきという彼女がいる。
社長（しゃちょう）
陰鬱とした性格の男子生徒。オリコンの社長に似ていることから社長と呼ばれている。地球のガンである人間の生命の源である金玉を狩るとして、パシリとして使っていた側のアムロらを前野をそそのかして襲わせる。

### その他の人々
幽霊
声 - 丹羽紫保里
女性の幽霊。三年前に竹田に似た矢口という男と不倫し、睡眠薬を飲んでの心中を試みるが、矢口は逃げ出し、遺体は見つからなかった。真相を調べに他の部員と共に山に来た竹田に取り付き、それと同時に遺体も発見された。アニメでは原作よりも早い段階で岩下が登場しており、彼女の発言に心を打たれて成仏したかに見えたが、竹田に惚れて付きまとった。
矢口（やぐち）
竹田にそっくりな男。三年前にある女性と不倫し、睡眠薬を飲んでの心中を持ちかけられるが、「水がないと睡眠薬が飲めない」と泣きながら山を降りた。その翌日行方不明になる。

犬神 龍子（いぬがみ りゅうこ）
声 - まるたまり
犬を飼っている大人の女性。女装した木之下を見て校舎を飛び出し、河原で佇（たたず）んでいる田中に話しかけた。中学生の頃、同じ部（テニス部）の1年上の先輩に恋心を抱いていた。ある日、2人きりになった所で金属バット（アニメでは大根）で殴って気絶させ、犯した。その時のセックスによって中学生で妊娠することになってしまい、彼と共に高校も行かずに働いた。田中に「次に会った時が勇気を出す時よ」とアドバイスした。名前はアニメより。
龍子の夫
声 - 山崎たくみ
龍子の夫。昔は細身の美形だったが、現在はゴツイ髭面。現在の彼の外見上のモデルは松田優作。

一条 さゆり（いちじょう さゆり）
声 - 嶋村薫
超お嬢様の仲のお嬢様高校・白ユリトオル高校二年。一大財閥・一条グループの会長の娘ながら変わり者で、とてもかわいい。ある日不良に痴漢行為をされていた所を井沢に（偶然だが）助けられ、その礼に井沢を家に誘った。
一条 タマ子（いちじょう タマこ）
声 - 丹羽紫保里
一条さゆりの妹で、こちらも変わり者でかわいい。
一条 雄大（いちじょう ゆうだい）
声 - 秋元羊介
一条グループ会長。温厚かつとても変わり者で、妻は三年前に他界している。前野を気に入り養子にするも、散々な目に遭い三日で追い出した。下の名前はアニメ版より。また、アニメでは屋敷内に肖像画がある。

竹中 コータ（たけなか コータ）
声 - 嶋村薫
柴崎の卓球仲間の息子で、中学1年生であるにもかかわらず木之下に小学校1年生に間違われるほど背が小さく、童顔。卓球の腕前は竹田をもしのぐ。柴崎が彼を一週間預かることになり、学校に連れてきた際、田中より背が少し高く女子運動部員にかわいがられたのを皮切りに田中に嫉妬されるが、結局は田中がコータの優しさに触れたことで仲良くなり、田中は学校内ののぞきスポットを彼に教える。そして田中はコータと別れ、コータは田中の教えた仕草と田中の与えたエロ本の影響によりおかしくなり、父親が柴崎の元に電話をかけて文句を言った。

## 書籍情報

### 単行本
- 古谷実 『行け!稲中卓球部』 講談社〈ヤンマガKCスペシャル〉、全13巻
  1. 1993年10月29日発売、ISBN 4-06-323432-0
  2. 1994年2月28日発売、ISBN 4-06-323450-9
  3. 1994年6月1日発売、ISBN 4-06-323471-1
  4. 1994年9月1日発売、ISBN 4-06-323487-8
  5. 1995年1月5日発売、ISBN 4-06-323510-6
  6. 1995年3月27日発売、ISBN 4-06-323528-9
  7. 1995年6月30日発売、ISBN 4-06-323546-7
  8. 1995年12月1日発売、ISBN 4-06-323568-8
  9. 1996年3月4日発売、ISBN 4-06-323586-6
  10. 1996年7月3日発売、ISBN 4-06-336605-7
  11. 1996年10月2日発売、ISBN 4-06-336627-8
  12. 1996年12月26日発売、ISBN 4-06-336644-8
  13. 1997年2月4日発売、ISBN 4-06-336648-0

### 廉価版（笑激セレクション）
- 古谷実 『行け!稲中卓球部』 講談社〈講談社プラチナコミックス〉、全11巻
  1. 「校舎の六人I」2002年12月4日発売、ISBN 4-06-353017-5
  2. 「うばわれた初恋」2002年12月4日発売、ISBN 4-06-353018-3
  3. 「ダメ人間共同体」2002年12月24日発売、ISBN 4-06-353022-1
  4. 「雑魚の分際で」2002年12月24日発売、ISBN 4-06-353023-X
  5. 「スキャンダル」2003年1月20日発売、ISBN 4-06-353024-8
  6. 「それぞれのヤル気」2003年01月20日発売、ISBN 4-06-353025-6
  7. 「圧勝」2003年2月24日発売、ISBN 4-06-353032-9
  8. 「ゲース」2003年2月24日発売、ISBN 4-06-353033-7
  9. 「根性あります」2003年3月17日発売、ISBN 4-06-353037-X
  10. 「夢チャンプ」2003年3月17日発売、ISBN 4-06-353038-8
  11. 「校舎の六人II」2003年4月21日発売、ISBN 4-06-353045-0

### 廉価版
- 古谷実 『行け!稲中卓球部』 講談社〈講談社プラチナコミックス〉、全9巻
  1. 「虫ケラの逆襲」2006年8月30日発売、ISBN 4-06-371799-2
    - 「アンコール刊行」2008年7月23日発売、ISBN 978-4-06-374229-9
    - 「20周年記念刊行」2013年3月27日発売、ISBN 978-4-06-377795-6

  2. 「ラブコメ死ね死ね団」2006年9月6日発売、ISBN 4-06-371812-3
    - 「アンコール刊行」2008年8月12日発売、ISBN 978-4-06-374230-5
    - 「20周年記念刊行」2013年4月24日発売、ISBN 978-4-06-377798-7

  3. 「大空に向かって」2006年9月20日発売、ISBN 4-06-371823-9
    - 「アンコール刊行」2008年8月27日発売、ISBN 978-4-06-374241-1
    - 「20周年記念刊行」2013年5月22日発売、ISBN 978-4-06-377799-4

  4. 「幸せになりたい」2006年10月4日発売、ISBN 4-06-371835-2
    - 「アンコール刊行」2008年9月10日発売 、ISBN 978-4-06-374250-3
    - 「20周年記念刊行」2013年6月26日発売、ISBN 978-4-06-377813-7

  5. 「脳ミソぐわんぐわん」2006年10月18日発売、ISBN 4-06-371843-3
    - 「アンコール刊行」2008年10月8日発売、ISBN 978-4-06-374276-3
    - 「20周年記念刊行」2013年7月24日発売、ISBN 978-4-06-377831-1

  6. 「ヘッポコ道場」2006年11月1日発売、ISBN 4-06-371856-5
    - 「アンコール刊行」2008年10月8日発売、ISBN 978-4-06-374276-3
    - 「20周年記念刊行」2013年8月28日発売、ISBN 978-4-06-377852-6

  7. 「箱トラベラー」2006年11月15日発売、ISBN 4-06-371864-6
    - 「アンコール刊行」2008年10月22日発売、ISBN 978-4-06-374285-5
    - 「20周年記念刊行」2013年9月25日発売、ISBN 978-4-06-377868-7

  8. 「前野、漂う」2006年12月6日発売、ISBN 4-06-371875-1
    - 「アンコール刊行」2008年11月12日発売、ISBN 978-4-06-374302-9
    - 「20周年記念刊行」2013年10月23日発売、ISBN 978-4-06-377888-5

  9. 「終わり終わり」2006年12月20日発売、ISBN 4-06-371882-4
    - 「アンコール刊行」2008年11月26日発売、ISBN 978-4-06-374310-4
    - 「20周年記念刊行」2013年11月27日発売、ISBN 978-4-06-377906-6

### 文庫本
- 古谷実 『行け!稲中卓球部』 講談社〈講談社漫画文庫〉、全8巻
  1. 2011年4月12日発売、ISBN 978-4-06-370792-2
  2. 2011年5月13日発売、ISBN 978-4-06-370797-7
  3. 2011年6月10日発売、ISBN 978-4-06-370800-4
  4. 2011年7月12日発売、ISBN 978-4-06-370802-8
  5. 2011年8月12日発売、ISBN 978-4-06-370806-6
  6. 2011年9月9日発売、ISBN 978-4-06-370810-3
  7. 2011年10月12日発売、ISBN 978-4-06-370814-1
  8. 2011年11月11日発売、ISBN 978-4-06-370818-9

### 20周年メモリアルBOX
- 『行け!稲中卓球部』20周年メモリアルBOX「おめでたい。」 講談社 〈講談社キャラクターズA〉、2014年1月4日発売、ISBN 978-4-06-358490-5
  - 全話中いくつかをオールカラー化した単行本と付属品。

### 公式ガイドブック
- 古谷実 『行け!稲中卓球部 公式ガイドブック オポンチギャグ200連発だッ!』 講談社〈KCデラックス〉、1995年12月1日発売、ISBN 4-06-319662-3

## アニメ版
TBS系で、1995年にテレビアニメ化された。全26話。放映当時はまだ深夜アニメ自体が未開のカテゴリー扱いだったため、あまり世間に認知されていなかったことから、ハードな下ネタや過激なブラックなギャグなどの削除、ソフトな表現に変えたりなどが多々にあった（例外有）。原作の作中（8巻）ではアニメ版の出来を作者自ら批判するような描写があった。この描写の自主規制は、昼間などへの再放送や遅れネット放送が念頭にあったから、という説もあり、実際、TBS系列の『ワンダフル』を全編放送せず、後半が未ネット地域の局では、平日昼に遅れネット放送されていた。
このアニメ版をベースにアクレイムジャパンよりゲーム化の企画が発表されたが、その後何も情報がないまま立ち消えとなった（卓球ゲームを制作する予定だったが原作者の古谷がアクレイムジャパンに対し「卓球ゲームにするのは止めてほしい」と指示したため、開発中止となった経緯がある）。
1997年9月29日から12月25日まで、バラエティ番組『ワンダフル』内で再放送され、その後、2年続くワンダフルアニメ一作目となった。
映像ソフト化については、1996年にビクターエンタテインメントからVHSが全13巻リリースされたが、現在は全巻廃盤となっている。2002年7月25日にハピネットから、DVDパーフェクトコレクションが発売がされたが、こちらも廃盤となっている。さらに、2016年05月27日にはベストフィールドから、放送開始20周年を記念して、デジタルリマスター版DVD‐BOXが発売された。2021年現在、Blu-ray版はリリースされていない。
2010年からはNTTドコモの携帯電話動画サイト BeeTVにて動画が配信されている。

### スタッフ
- 原作：古谷実
- 監督：波多正美
- シリーズ構成：富田祐弘
- キャラクターデザイン・作画監督：田中穣
- 撮影監督：渡邊英俊
- 美術監督：西倉力
- 音楽：星勝
- 音楽プロデューサー：辻畑鉄也
- 音響監督：小林克良
- 編集：本田伴子
- アニメーションプロデューサー：室永昭司
- プロデューサー：源生哲雄、山川紀生、波多野恒正
- アニメーション制作協力：スタジオ雲雀
- アニメーション制作：グルーパープロダクション
- 製作：TBS、キティ・フィルム、ホリプロ

### 主題歌

#### オープニングテーマ
「しゃにむにシェイク! シェイク!」(第1話 - 第17話)
作詞 - 尾上文 / 作曲 - 大沢誉志幸 / 編曲 - SWITCH / 歌 - SWITCH
「満員電車にひとめぼれ」(第18話 - 第26話)
作詞 - 尾上文 / 作曲 - 井上大輔 / 編曲 - SWITCH+松浦晃久 / 歌 - SWITCH

#### エンディングテーマ
「いつになっても いつまでも」(第1話 - 第13話)
作詞 - トシタカ / 作曲 - トシタカ / 編曲 - 中村哲 / 歌 - THE ZIP GUNS
「BOOING」(第14話 - 第26話)
作詞・曲 - 立花海 / 編曲 - 星勝 / 歌 - 岩下京子
作詞・曲 - 井上陽水 / 編曲 - 銀河計画者 / 歌 - 上原さくら
（下はOP1にて、OP2から上のクレジット表記に変更）

### 各話リスト
| 話数 | 放送日        | サブタイトル                                           | 脚本     | 絵コンテ        | 演出                | 作画監督       |
| ---- | ------------- | ------------------------------------------------------ | -------- | --------------- | ------------------- | -------------- |
| 1    | 1995年 4月6日 | 校舎の六人                                             | 富田祐弘 | 波多正美        | 高橋幸雄            | 田中穣         |
| 1    | 1995年 4月6日 | 地上げ教師の陰謀                                       | 富田祐弘 | 波多正美        | 高橋幸雄            | 田中穣         |
| 2    | 4月13日       | 不完全燃焼男                                           | 富田祐弘 | 玉野陽美        | 鈴木吉男            | 山崎隆生       |
| 2    | 4月13日       | 虫けらの逆襲                                           | 富田祐弘 | 玉野陽美        | 高田淳              | ましたのジョー |
| 3    | 4月20日       | ダンゴ虫のように                                       | 富田祐弘 | 野間吐晶        | 桜井利之            | 市川修         |
| 3    | 4月20日       | ツンツン娘                                             | 富田祐弘 | 野間吐晶        | 桜井利之            | 市川修         |
| 4    | 4月27日       | 買い物ブギ                                             | 佐々嘉泰 | 阿宮正和        | 棚澤隆              | 坂元大二郎     |
| 4    | 4月27日       | 夏い暑                                                 | 佐々嘉泰 | 神原敏昭        | 神原敏昭            | 神原敏昭       |
| 5    | 5月4日        | おサルな合宿                                           | 寺田憲史 | 鈴木卓夫        | 牛草健              | 七海修         |
| 5    | 5月4日        | 呪われたかもしれない竹田                               | 寺田憲史 | 鈴木卓夫        | 牛草健              | 七海修         |
| 6    | 5月11日       | 卓球歴六十年の技                                       | 伊東恒久 | 玉野陽美        | 玉野陽美            | 井坂純子       |
| 6    | 5月11日       | それぞれのヤル気                                       | 伊東恒久 | 玉野陽美        | 玉野陽美            | 丸英男         |
| 7    | 5月18日       | 稲中VS岸中                                             | 佐々嘉泰 | 鈴木吉男        | 高田淳              | 山崎隆生       |
| 7    | 5月18日       | フリーセックス券の行方                                 | 佐々嘉泰 | 岡尾貴洋        | 岡尾貴洋            | ましたのジョー |
| 8    | 5月25日       | ラブコメ死ね死ね団登場（前編）                         | 富田祐弘 | 波多正美        | 神原敏昭            | 神原敏昭       |
| 8    | 5月25日       | ラブコメ死ね死ね団登場（後編）                         | 富田祐弘 | 波多正美        | 神原敏昭            | 神原敏昭       |
| 9    | 6月1日        | うばわれた初恋                                         | 伊東恒久 | 黒丸信          | 黒丸信              | 市川修         |
| 9    | 6月1日        | ダメ人間共同体                                         | 伊東恒久 | 黒丸信          | 黒丸信              | 市川修         |
| 10   | 6月8日        | 着せかえ人形                                           | 寺田憲史 | 牛草健          | 牛草健              | 七海修         |
| 10   | 6月8日        | 超人TANABE                                             | 寺田憲史 | 牛草健          | 牛草健              | 七海修         |
| 11   | 6月15日       | 一攫千金男（前編）                                     | 佐々嘉泰 | 高橋幸雄        | 高橋幸雄            | 丸英男         |
| 11   | 6月15日       | 一攫千金男（後編）                                     | 佐々嘉泰 | 高橋幸雄        | 高橋幸雄            | 丸英男         |
| 12   | 6月22日       | 柴ちゃんの部員更生計画                                 | 伊東恒久 | 大庭秀昭        | 松浦錠平            | ましたのジョー |
| 12   | 6月22日       | サバイバル                                             | 伊東恒久 | 大庭秀昭        | 松浦錠平            | ましたのジョー |
| 13   | 6月29日       | 友情                                                   | 富田祐弘 | 鈴木卓夫        | 羽生頼仙 黒丸信     | 市川修         |
| 13   | 6月29日       | ぼくの好きなつとむ君                                   | 富田祐弘 | 鈴木卓夫        | 羽生頼仙 黒丸信     | 真根杵子       |
| 14   | 7月6日        | 土曜のウサギ                                           | 富田祐弘 | 神原敏昭        | 神原敏昭            | 神原敏昭       |
| 14   | 7月6日        | 腰抜け男                                               | 富田祐弘 | 棚澤隆          | 棚澤隆              | 坂元大二郎     |
| 15   | 7月13日       | おみそ                                                 | 佐々嘉泰 | 渡辺健一郎      | 渡辺健一郎          | 七海修         |
| 15   | 7月13日       | チビ                                                   | 佐々嘉泰 | 渡辺健一郎      | 渡辺健一郎          | 七海修         |
| 16   | 7月20日       | ドクター前野 「オレがやらずに誰がやる」 大作戦（前編） | 富田祐弘 | 波多正美        | 高橋幸雄            | 丸英男         |
| 16   | 7月20日       | ドクター前野 「オレがやらずに誰がやる」 大作戦（後編） | 富田祐弘 | 波多正美        | 高橋幸雄            | 丸英男         |
| 17   | 7月27日       | 前野、幸せをつかむ                                     | 伊東恒久 | 森田風太        | 森田風太            | 杉本直明       |
| 17   | 7月27日       | 前野、ひと皮むける                                     | 伊東恒久 | 森田風太        | 森田風太            | 杉本直明       |
| 18   | 8月3日        | 相方はどこだ?（前編）                                  | 富田祐弘 | 黒丸信 羽生頼仙 | 羽生頼仙            | 渡辺伸弘       |
| 18   | 8月3日        | 相方はどこだ?（後編）                                  | 富田祐弘 | 黒丸信 羽生頼仙 | 羽生頼仙            | 渡辺伸弘       |
| 19   | 8月10日       | 不幸な兄妹                                             | 富田祐弘 | 鈴木卓夫        | 棚澤隆 神原敏昭     | 都丸保         |
| 19   | 8月10日       | それ、ください                                         | 富田祐弘 | 鈴木卓夫        | 棚澤隆 神原敏昭     | 神原敏昭       |
| 20   | 8月17日       | 川                                                     | 佐々嘉泰 | 黒丸信          | 渡辺健一郎 羽生頼仙 | 七海修         |
| 20   | 8月17日       | 引退                                                   | 佐々嘉泰 | 黒丸信          | 渡辺健一郎 羽生頼仙 | 七海修         |
| 21   | 8月24日       | 借金王                                                 | 伊東恒久 | もりたけし      | 高橋幸雄            | 丸英男         |
| 21   | 8月24日       | 炎のレイパー                                           | 伊東恒久 | もりたけし      | 高橋幸雄            | 丸英男         |
| 22   | 8月31日       | 侵略                                                   | 佐々嘉泰 | 鈴木卓夫        | 棚澤隆              | 保田康治       |
| 22   | 8月31日       | 大空に向かって                                         | 佐々嘉泰 | 鈴木卓夫        | 棚澤隆              | 岡戸智貝       |
| 23   | 9月7日        | 根性あります                                           | 寺田憲史 | 黒丸信          | 黒丸信              | 真根杵子       |
| 23   | 9月7日        | 激写!                                                  | 寺田憲史 | 羽生頼仙        | 羽生頼仙            | 渡辺伸弘       |
| 24   | 9月14日       | にせドランカー                                         | 伊東恒久 | 棚澤隆 神原敏昭 | 棚澤隆 神原敏昭     | 坂元大二郎     |
| 24   | 9月14日       | 竹田、おっぱいをもむ                                   | 伊東恒久 | 棚澤隆 神原敏昭 | 棚澤隆 神原敏昭     | 神原敏昭       |
| 25   | 9月21日       | 急募（前編）                                           | 寺田憲史 | 黒丸信          | 新背三千恵          | 七海修         |
| 25   | 9月21日       | 急募（後編）                                           | 寺田憲史 | 黒丸信          | 新背三千恵          | 七海修         |
| 26   | 9月28日       | ダンディ校長                                           | 富田祐弘 | 鈴木卓夫        | 高橋幸雄            | 丸英男         |
| 26   | 9月28日       | 流れ者                                                 | 富田祐弘 | 鈴木卓夫        | 高橋幸雄            | 丸英男         |

### 放送局
※放送日時は個別に出典が掲示されてあるものを除き、1995年6月中旬 - 7月上旬時点のものとする。
| 放送地域       | 放送局         | 放送日時                                                          | 放送系列 | 備考                               |
| -------------- | -------------- | ----------------------------------------------------------------- | -------- | ---------------------------------- |
| 関東広域圏     | 東京放送       | 木曜 1:10 - 1:40（水曜深夜）                                      | TBS系列  | 制作局、現・TBSテレビ。            |
| 北海道         | 北海道放送     | 金曜 0:30 - 1:00（木曜深夜）                                      | TBS系列  | 放送期間：1995年4月21日 - 10月13日 |
| 青森県         | 青森テレビ     | 金曜 0:45 - 1:15（木曜深夜）                                      | TBS系列  |                                    |
| 福島県         | テレビユー福島 | 木曜 0:30 - 1:00（水曜深夜）                                      | TBS系列  |                                    |
| 山梨県         | テレビ山梨     | 日曜 23:00 - 23:30 → 水曜 1:00 - 1:30（火曜深夜、1995年11月時点） | TBS系列  |                                    |
| 静岡県         | 静岡放送       | 土曜 0:45 - 1:15（金曜深夜）                                      | TBS系列  |                                    |
| 岡山県・香川県 | 山陽放送       | 水曜 1:05 - 1:35（火曜深夜）                                      | TBS系列  | 現・RSK山陽放送。                  |
| 大分県         | 大分放送       | 火曜 1:00 - 1:30（月曜深夜）                                      | TBS系列  |                                    |

## ゲーム
- 卓球ゲーム（コミゲー講談社、iモード：2005年5月17日配信開始[11] / EZアプリ：6月16日配信開始[12]）   
  - プレイヤーは稲中卓球部へ入部するために、次々と現れ必殺技を使用する部員たちと勝負する。
- ソーシャルゲーム（mobage、2013年10月28日 配信開始[13]）
  - 稲中卓球部員となったプレイヤーが、「ラブコメ死ね死ね団」に入り、カップルたちに天罰を与える。

## パチンコ
2008年にサンセイR&Dよりパチンコ台、『CR行け!稲中卓球部』がリリースされ全国のパチンコ店に設置されている。なお大当たりラウンド中には筋肉少女帯の『踊るダメ人間』、『戦え!何を!?人生を!』が流れる。アニメーションは全てリメイクされており、一部のキャラクターは髪型、髪の色、表情がアニメとは異なる部分がある。パチンコ版の登場人物の声優は全て入れ替わっており、アニメ版に出ていた声優は茶風林のみとなっている。(ちなみに、茶風林は田中役になっている。)

## ムービーコミック
2010年9月20日よりBeeマンガでムービーコミックが配信開始された。毎週水曜日更新で全12話。
主題歌
- 氣志團「愛してナイト！」